# Environnement en Ukraine
L'environnement en Ukraine est l'environnement (ensemble des éléments - biotiques ou abiotiques - qui entourent un individu ou une espèce et dont certains contribuent directement à subvenir à ses besoins) du pays Ukraine. Le territoire ukrainien a été fortement modifié de par son histoire : appartenance à l'URSS, catastrophe nucléaire de Tchernobyl (qui a contaminé 5 % du territoire, et aurait concerné 5 millions de personnes selon l'OMS). L'agriculture et l'industrie sont développées. Les pollutions de l'eau, de l'air et la gestion des déchets (dont d'importants déchets militaires) sont problématiques. En 2007, l'Ukraine était le 20e plus gros émetteur de CO2 au monde.
L’Ukraine compte une quarantaine de réserves naturelles et parcs nationaux. Des centaines d'espèces menacées sont répertoriées.
La guerre du Donbass, démarrée en 2014, risque d'aboutir à une détérioration de l'environnement (impacts directs sur les zones ciblées, impacts indirects dans les moyens consacrés à cet enjeu et dans l'importation de ressources naturelles)[réf. souhaitée].
La pollution de l'air provoque 76 000 décès chaque année en Ukraine.

## La biodiversité en Ukraine
Le pays borde les rives nord de la mer Noire (sud du pays), et la chaine montagneuse des Carpates ukrainiennes à l'ouest. L'altitude maximale est de 2 061 mètres. Le pays est traversé par trois fleuves, le Dniepr, le Dniestr et le Danube.

### Écosystèmes, faune et flore

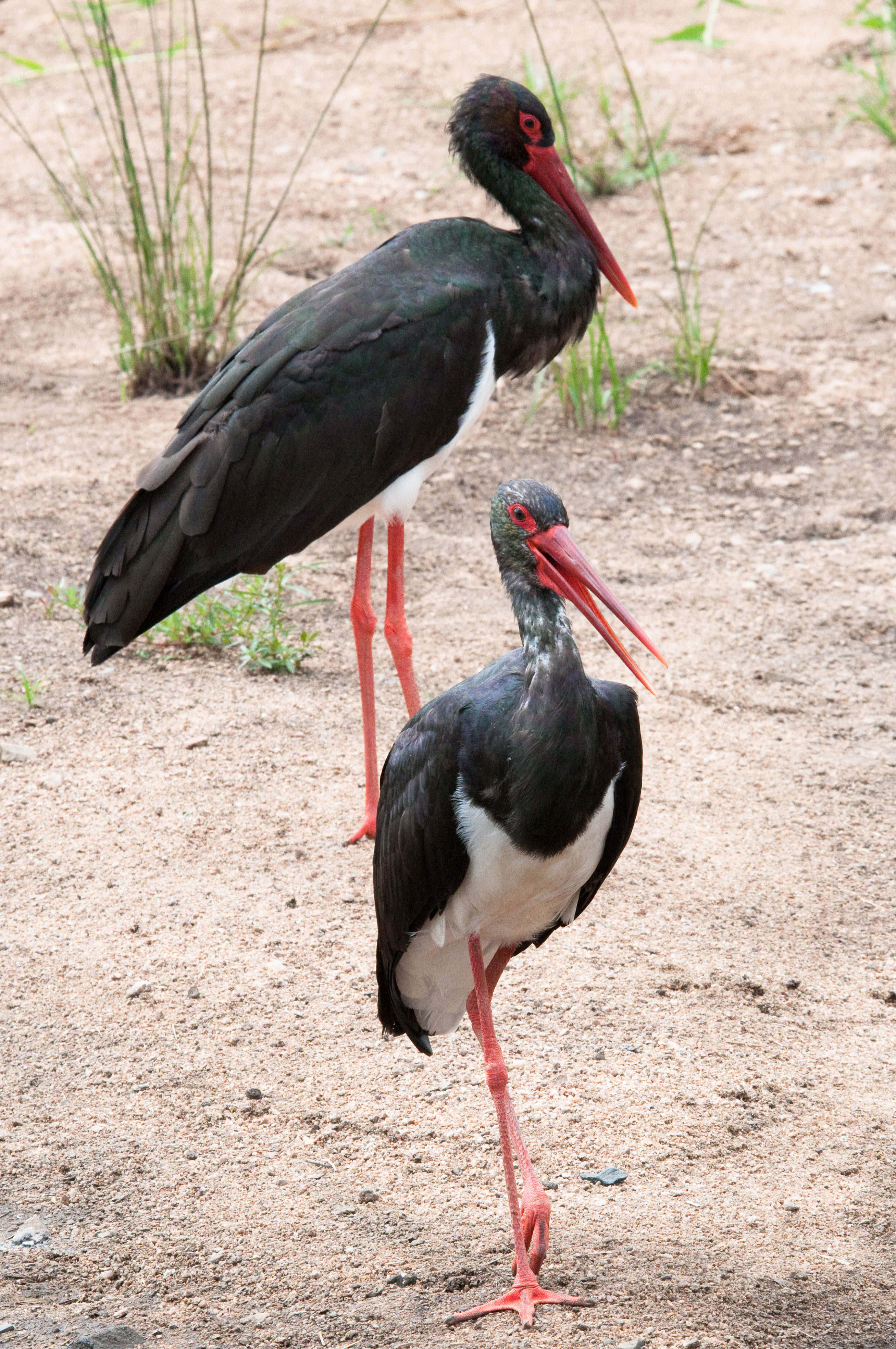
Cigognes noires

L'Ukraine comprend quatre grands types de milieux : la forêt, la steppe, la zone de transition entre les deux, et les zones montagneuses. On y dénombre des espèces rares de faune et de flore, des zones humides et des réserves d’eau importantes. Par exemple, le site transfrontalier Ramsar Stokhid-Pripyat-Prostyr accueille des cigognes noires, des aigles pomarins, des aigles criards, des courlis cendrés et des grandes aigrettes.
826 espèces végétales menacées sont répertoriées, et 542 animales. Il restait en 2009 en Ukraine un millier de loups, et environ 1 000 à 4 000 élans (contre 14 000 en 1991). Par contre, la population des blaireaux s'est renouvelée avec 20 000 à 25 000 individus.

### Zones protégées

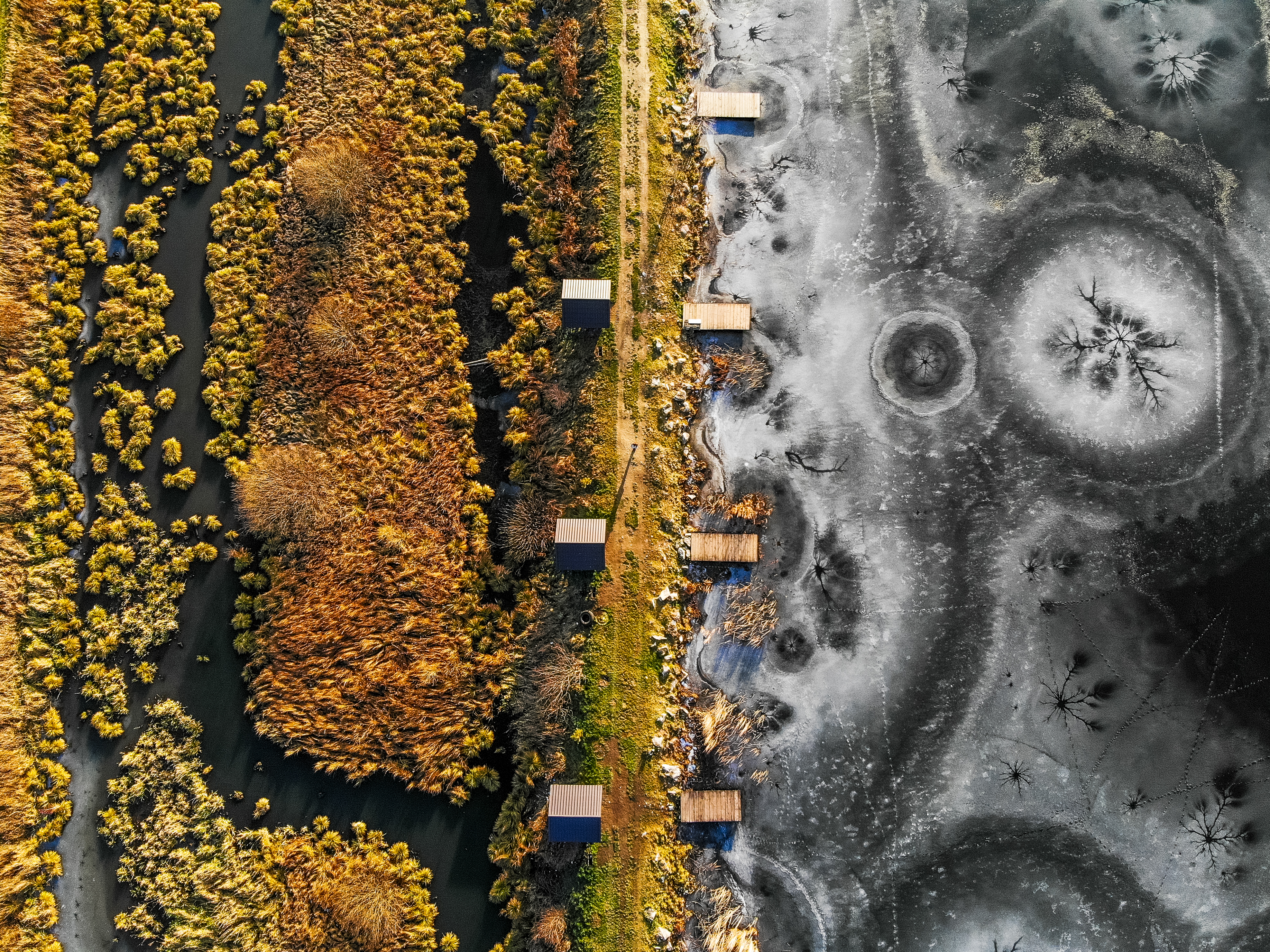
Розточчя (заповідник), des forêts primaires de hêtres des Carpates et d'autres régions d'Europe, dans l'environnement en Ukraine. Décembre 2019.

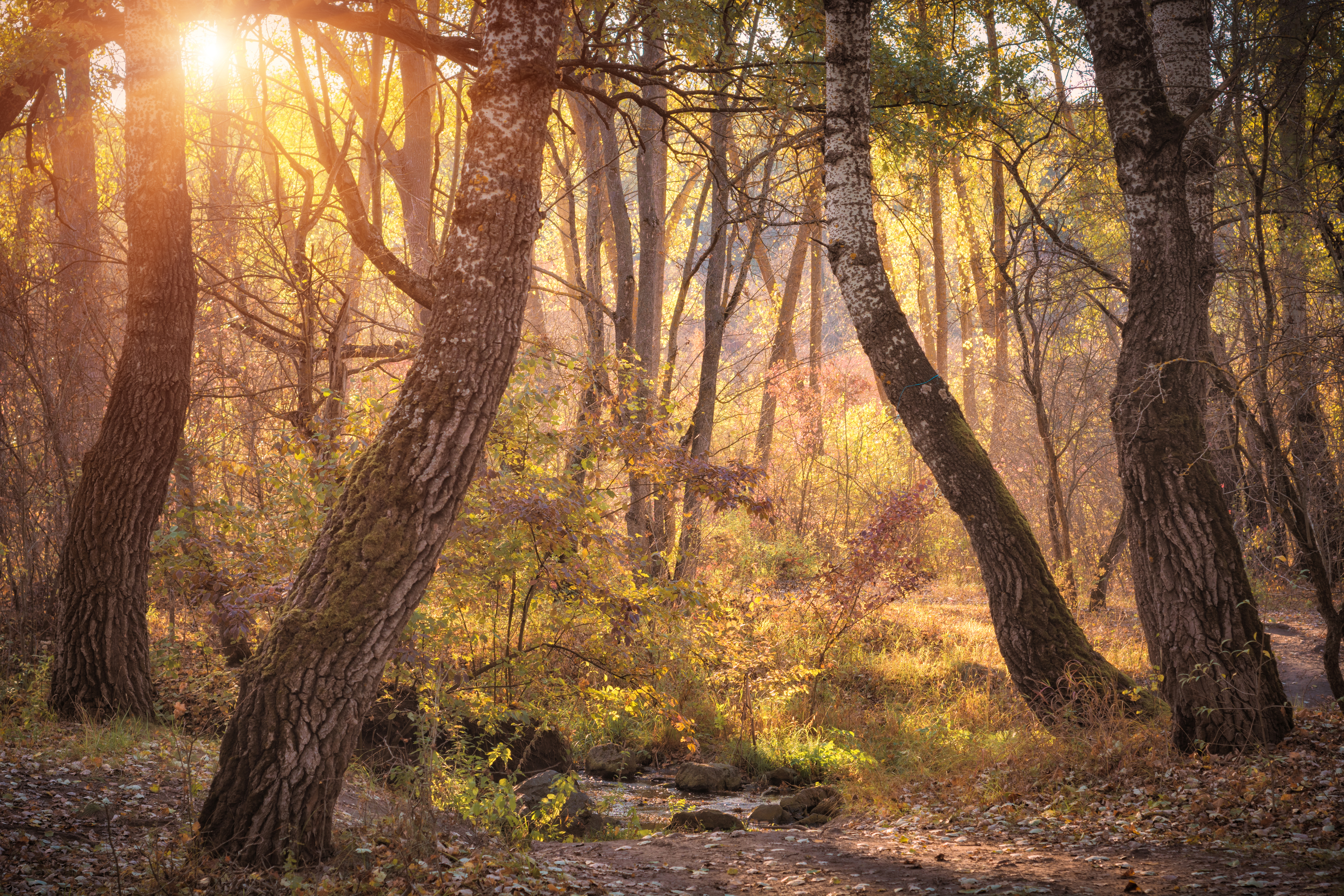
Soirée tranquille dans le parc naturel national du Gard du Boug, octobre 2019.

L’Ukraine compte une quarantaine de réserves naturelles et parcs nationaux. 

## Impacts sur les milieux naturels

### Activités humaines

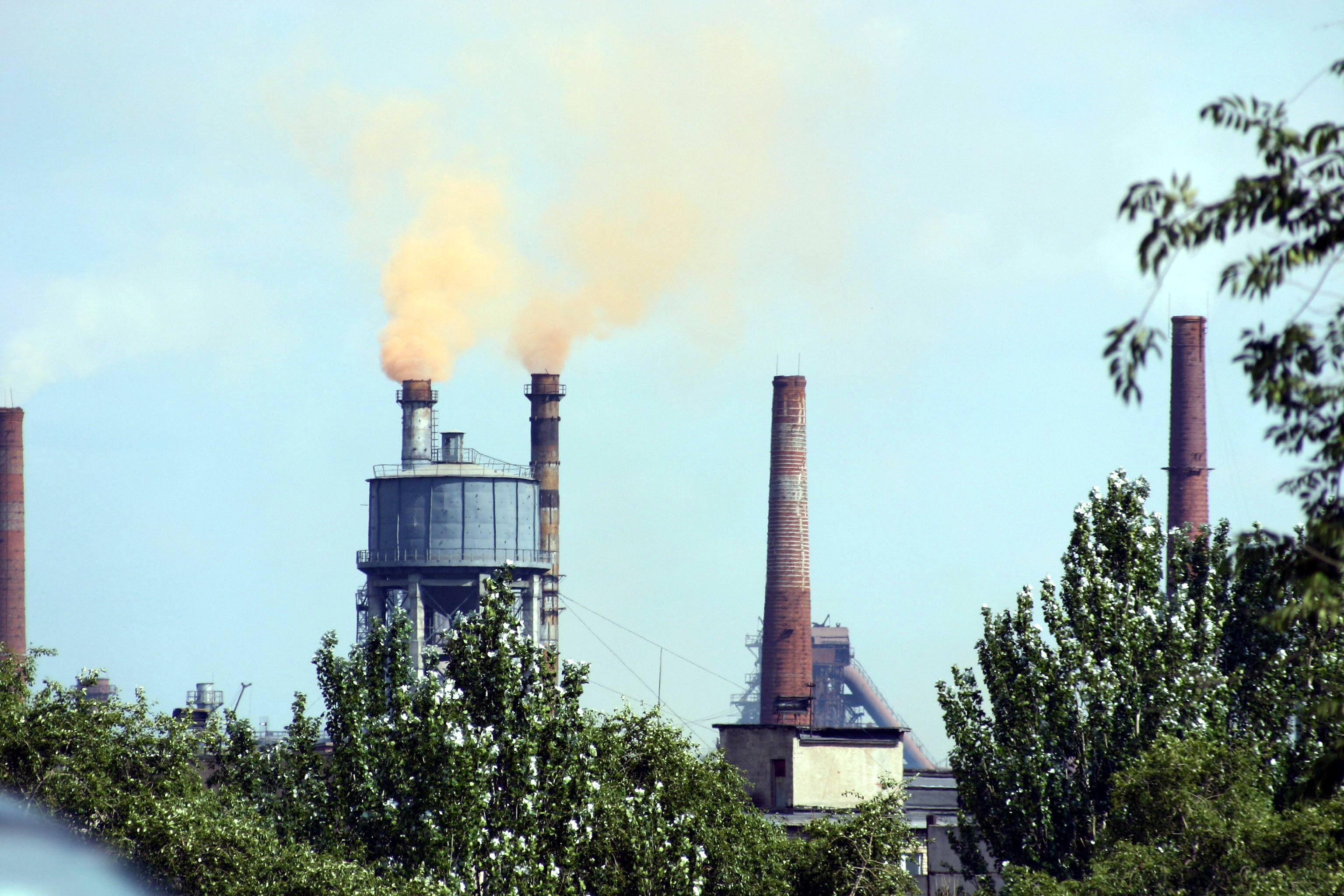
Industrie de Donetsk.

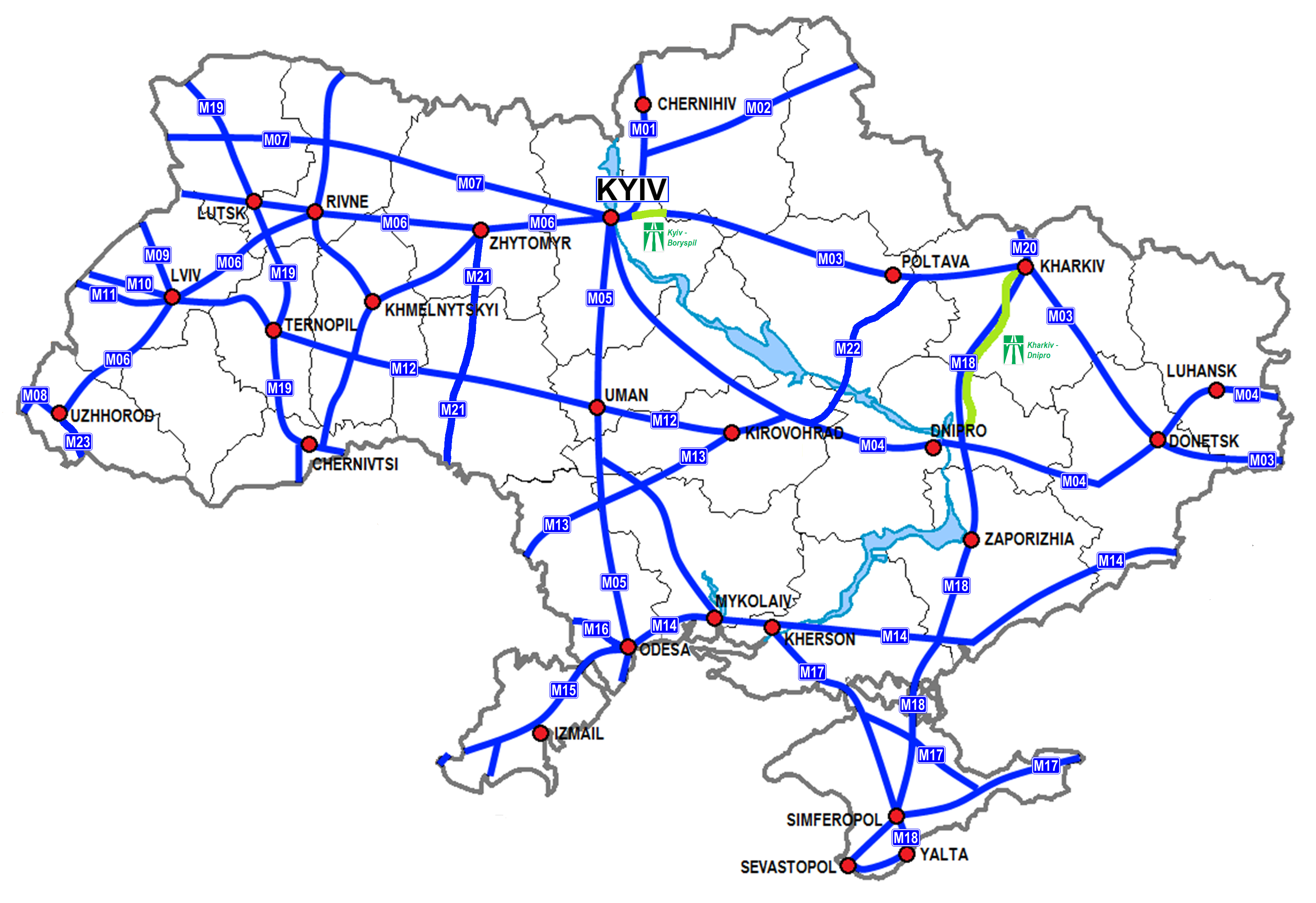
Réseau routier ukrainien.

#### Agriculture et pêche
En ce qui concerne l'agriculture, les principales productions ukrainiennes sont le blé (le pays étant en 2021 le 5ème exportateur mondial), l'orge, la betterave et la pomme de terre. Les cultures plus secondaires mais présentes de manière importante sur son territoire sont le soja, les fruits et les légumes, le lin, le maïs et le tournesol. La viticulture est présente dans le pays à travers essentiellement la production de vins en Crimée. Le pays possède aussi un important cheptel bovin et porcin.
La Chine a acquis en 2012 de près de trois millions d’hectares de terres agricoles (culture et élevage), soit un domaine cultivable aussi grand que la Belgique.
En 2024, plus de la moitié de la volaille ukrainienne est produite par la plus importante entreprise agroalimentaire d'Ukraine : Myronivskyi Hliboprodukt, dans des fermes-usines, soit environ trois cents millions de poulets par an.
La pêche à l’esturgeon a conduit à la diminution de 99 % de sa population. Le carassin doré est également aujourd’hui menacé par la surpêche et par la pollution.

#### Industries
L'Ukraine est par ailleurs équipée d'industries lourdes et polluantes. L'industrie métallurgique est développée ; elle produit de la fonte, de l'acier et des tuyaux. En 2005, l’Ukraine était le 7e producteur d'acier au monde.

#### Transports
En Ukraine, les transports en commun sont très développés. C'est l'un des pays au monde qui compte le plus de réseaux de trolleybus et tramways. Le matériel roulant est plutôt ancien et parfois d'occasion : c'est ainsi que de nombreux bus et cars qui circulaient en France connaissent une deuxième vie en Ukraine.
Kiev, Kharkiv et Dnipro sont équipées d'un métro, auquel s'ajoute le Métro léger de Kryvyï Rih.
En 2022, à la suite de la guerre déclenchée par la Russie, infrastructures et matériels de transport subissent des destructions.

### Pression sur les ressources non renouvelables

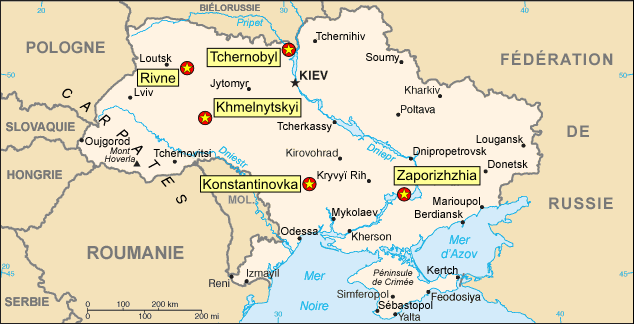
Carte des centrales nucléaires en Ukraine.

Dans les années 2000, l'Ukraine importe plus de 90 % de son pétrole et la plus grande partie de son gaz. En 2013, le gouvernement ukrainien souhaitait réduire ses importations de gaz, et développer la production de charbon national. En 2014, à la suite de la crise ukrainienne, la Russie suspend les livraisons de charbon vers l'Ukraine. Puis, en décembre 2014, elle annonce qu'elle va fournir l'Ukraine en charbon et en électricité à très bas prix en signe de soutien.
Quinze réacteurs nucléaires fonctionnent encore en Ukraine. La centrale nucléaire de Zaporijia, au sud de l’Ukraine, comptant six réacteurs, est la plus grande centrale nucléaire d’Europe. Le 2 mars 2022, la Russie a annoncé en avoir pris le contrôle.

### Ressources en eau
L'approvisionnement en eau potable est assuré à 80 % par des eaux de surface.
En juin 2023, la destruction du barrage de Kakhovka entraine un risque pour l'accès à la ressource en eau de certains territoires.

### Pollutions

#### Les émissions de gaz à effet de serre (GES)
En 2007, l'Ukraine était le 20e plus gros émetteur de CO2 au monde, avec environ 1 % du total des émissions. C'est l'un des pays qui émet le plus de CO2 pour produire de la richesse.

#### La pollution de l'air
La production d’énergie et les transports sont des sources nationales de production de la pollution atmosphérique. L’industrie joue également un rôle significatif : par exemple la métallurgie, l’industrie des matériaux de construction, les usines chimiques, les raffineries, l’industrie papetière… L’agriculture et la combustion d’ordures ménagères sont aussi des sources de pollution de l'air.
La pollution de l'air est élevée à Kiev, mais la qualité des espaces verts et des parcs est bonne.

#### La pollution de l'eau
Environ 39 % des eaux usées sont polluées par les industries lourdes et environ un quart n’est pas traité du tout. la plupart des fleuves et rivières ukrainiens peuvent être qualifiés de pollués ou de très pollués, d'après le service de presse du ministère ukrainien du Développement régional, de la construction et du service communal.
En juin 2023, à la suite de la destruction du barrage de Kakhovka, « 150 tonnes d’huile moteur » se sont déversées dans le fleuve Dniepr, selon les responsables ukrainiens, qui mettent en garde contre un risque environnemental dans la partie sud de l'Ukraine - avec en plus une possibilité de nouvelles fuites.

#### La gestion des déchets
L'Ukraine compte quatre sites d'enfouissement de résidus radioactifs. 
Par ailleurs, environ 2,5 millions de tonnes d'armes, munitions et déchets militaires légués par l'époque soviétique sont sommairement stockés.
L'Ukraine compte 750 décharges dont la plupart sont remplies de 60 à 90 %.

### Impacts de l'urbanisation

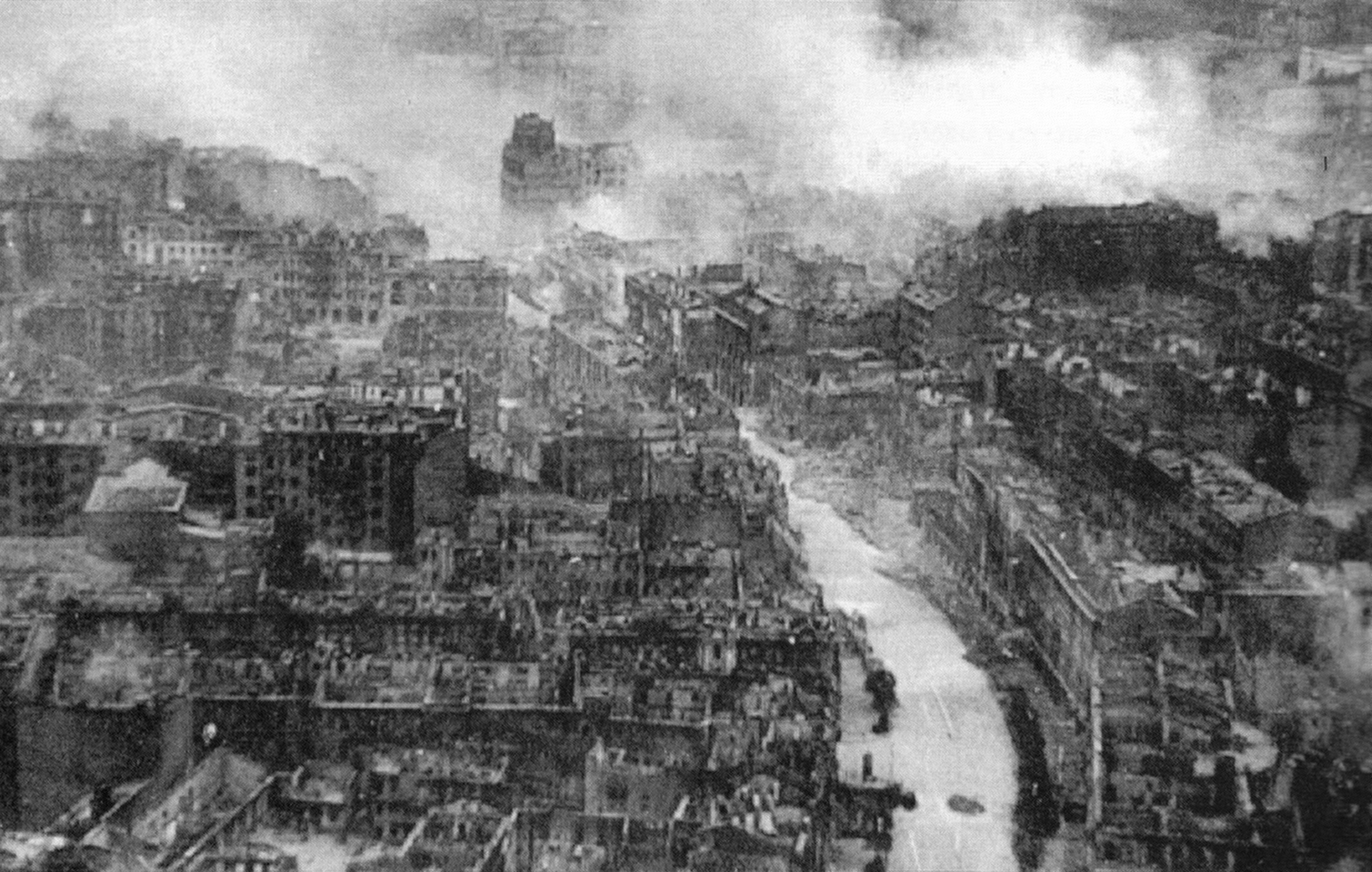
Kiev en ruine à la fin de la Seconde Guerre mondiale

L'Ukraine (environ 45 millions d'habitants) comptait, en 2010, 459 villes, dont 5 villes de plus d'un million d'habitants : Kiev (2,6 millions d'habitants), Kharkiv (1,5 million d'habitants), Dnipropetrovsk, Odessa, Donetsk (environ 1 million d'habitants). Au total, les agglomérations de plus d'un million d'habitants concentrent environ 5,4 millions d'habitants en janvier 2014, contre 2,8 millions en 1960. Le pourcentage de population urbaine est passé de 47 à 69 % durant la même période.

## L'exposition aux risques

### Risques naturels
L'Ukraine est exposée à de multiples aléas naturels : inondations, tempêtes, incendies, glissements de terrain, séismes...
Le pays a connu dans le courant de l’été 2010 de nombreux feux de forêts.
En juin 2023, à la suite de la destruction du barrage de Kakhovka, jusqu’à 80 localités sont menacées par l’inondation.

### Risque nucléaire

#### Catastrophe de Tchernobyl

Carte indiquant l'état de la contamination au césium 137 en 1996 sur la Biélorussie, la Russie et l'Ukraine

Le pays a été marqué par la catastrophe de Tchernobyl le 26 avril 1986. L'explosion nucléaire a contaminé 5 % du territoire (dont 3 grandes villes et 86 villages), et aurait concerné au niveau international 5 millions de personnes selon l'OMS. D'après l'ambassade ukrainienne à Paris, 3,5 millions d’Ukrainiens ont été fortement irradiés ; parmi eux, 1,3 million d’enfants[réf. nécessaire].
Une zone de 30 km autour de la centrale a été évacuée, un premier sarcophage a été construit autour du réacteur éventré, les bêtes trouvées (chiens, chats, volailles, bétails et animaux sauvages) ont été tuées afin d'éviter une propagation de la radioactivité, et une forêt entière, victime de la radioactivité, a été abattue et enfouie... La contamination s'est faite au gré des vents et des pluies sous forme de taches. 
Les animaux chroniquement irradiés rencontrent des difficultés pour se reproduire. Les rongeurs survivants sont devenus hypersensibles aux rayonnements artificiels, même à très faibles doses. Le volume crânien a été réduit chez 550 oiseaux répartis sur 48 espèces, qui sont nés l’année précédant la catastrophe de Tchernobyl et ont habité le site devenu hautement radioactif[réf. nécessaire].

#### Dispersion de la radioactivité par des feux de forêt
En 2002, 2008, 2010, 2015 et 2020, des feux de forêt dans la zone contaminée par Tchernobyl provoquent une hausse de la radioactivité.
- En 2015, 320 ha brulent, à environ 20 km du site de Tchernobyl[14].
- En 2020, les feux concernent plus de 100 ha dans la parcelle forestière située autour de la centrale accidentée, à une centaine de kilomètres au nord de Kiev[15].

#### Destruction du barrage de Kakhovka
À la suite de la Destruction du barrage de Kakhovka, en juin 2023, le fonctionnement de la centrale de Zaporijia est affecté avec la baisse du niveau de l'eau. La centrale, située à 150 km en amont du barrage, utilise l’eau du fleuve Dniepr pour refroidir le combustible des cœurs des réacteurs.

## Politique environnementale en Ukraine

### Niveau de sensibilité de la population
Chauves-souris, renards et loups ont longtemps eu mauvaise réputation auprès de la population. Par exemple, le renard corsac a toujours été considéré comme nuisible et exterminé. Dans le troisième édition de liste rouge des espèces menacées en Ukraine (2009), il y a 542 espèces d'animaux et 826 espèces de poissons et de champignons.
Par ailleurs, le niveau de vie a connu une chute vertigineuse, poussant beaucoup d’habitants des villages et des petites villes à pêcher, parfois au détriment des équilibres des écosystèmes locaux.

### Les actions du gouvernement
Les associations écologiques critiquent en 2009 le ministère de l’Écologie et de la Protection de l’Environnement, soupçonné de retarder la diffusion des informations sur l'état de la biodiversité en Ukraine, sous la pression des lobbys de chasse et pêche.

### Politique internationale à Tchernobyl

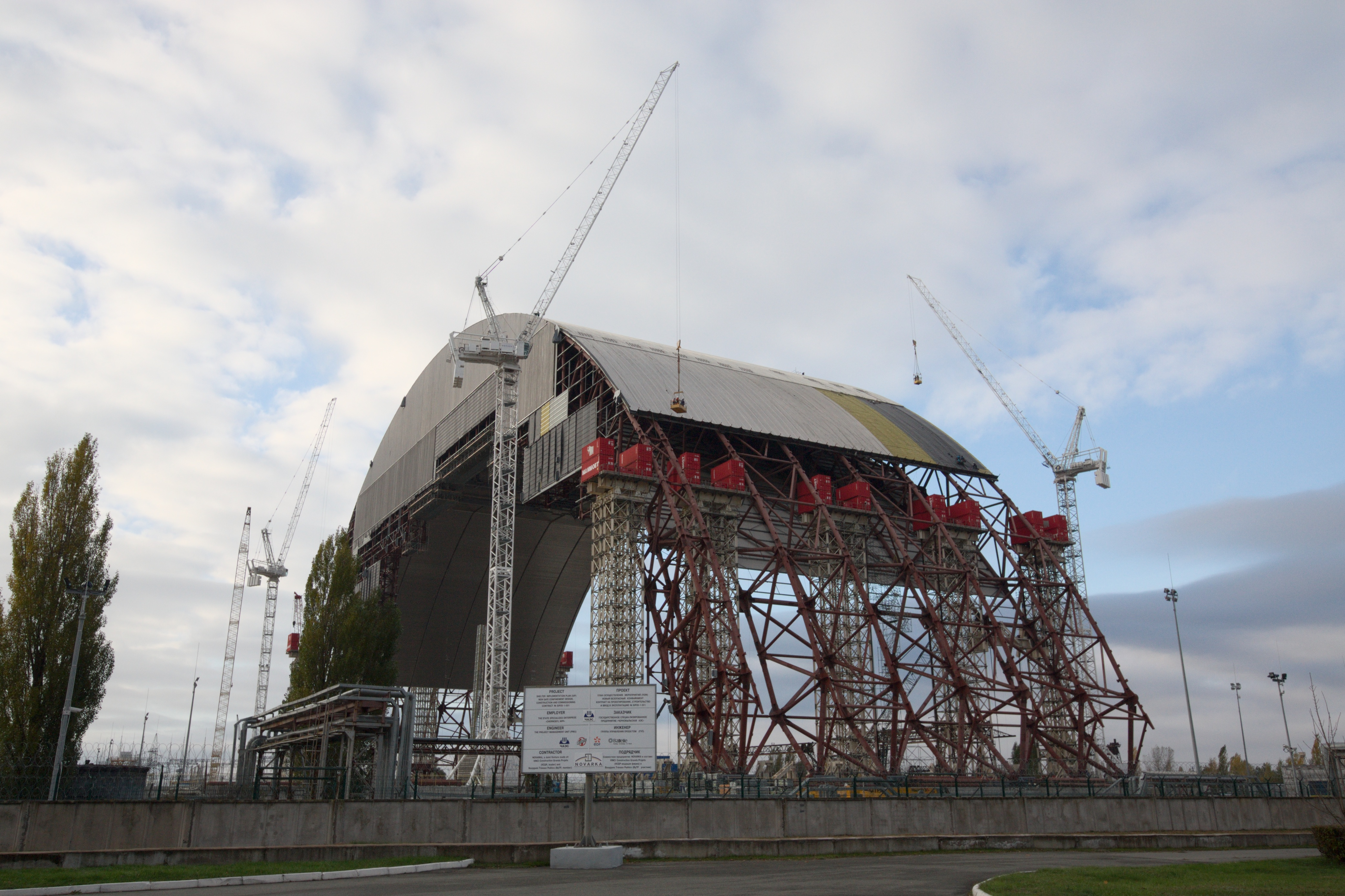
L'arche de Tchernobyl en cours de construction.

Concernant la centrale nucléaire de Tchernobyl, la construction d'un nouveau sarcophage, de 108 mètres de haut, autour de la centrale a débuté dans les années 2010, pour remplacer l'ancien sarcophage trop abîmé par les radiations émises par la centrale. Ce projet mobilise des fonds internationaux importants, de l'ordre de 2,1 milliards d'euros. La fin des travaux est prévue pour 2017.

### Évaluation environnementale globale
En 2015, l'organisation Global Footprint Network (GFN) indique que l'Ukraine a un déficit écologique. La biocapacité par personne s'élève à environ 2,4 hag (hectare global par habitant), l'empreinte écologique par personne à 2,8 hag. C'est notamment le bilan carbone qui est trois fois supérieur à la capacité forestière.
La connaissance scientifique des espèces reste à approfondir. En 2009, les associations ont demandé la protection de l'ensemble des chauve-souris du territoire, les spécialistes n'ayant pas le temps d'identifier les espèces avant leur destruction lors des chantiers).